# 萨尔特河畔圣阿尼昂
萨尔特河畔圣阿尼昂（法語：Saint-Agnan-sur-Sarthe，法語發音：[sɛ̃ t‿aɲɑ̃ syʁ saʁt] ⓘ）是法国奥恩省的一个市镇，属于阿朗松区。

## 地理
萨尔特河畔圣阿尼昂（48°36'36"N, 0°25'36"E）面积6.24 平方千米，位于法国诺曼底大区奧恩省，该省份为法国西北部内陆省份，北起顺时针与卡爾瓦多斯省、厄尔省、厄尔-卢瓦省、萨尔特省、马耶讷省和芒什省接壤。
与萨尔特河畔圣阿尼昂接壤的市镇（或旧市镇、城区）包括：费村、费里耶尔拉韦尔里、马埃吕、勒普朗蒂、圣欧班德库特赖、泰利耶尔勒普莱西。

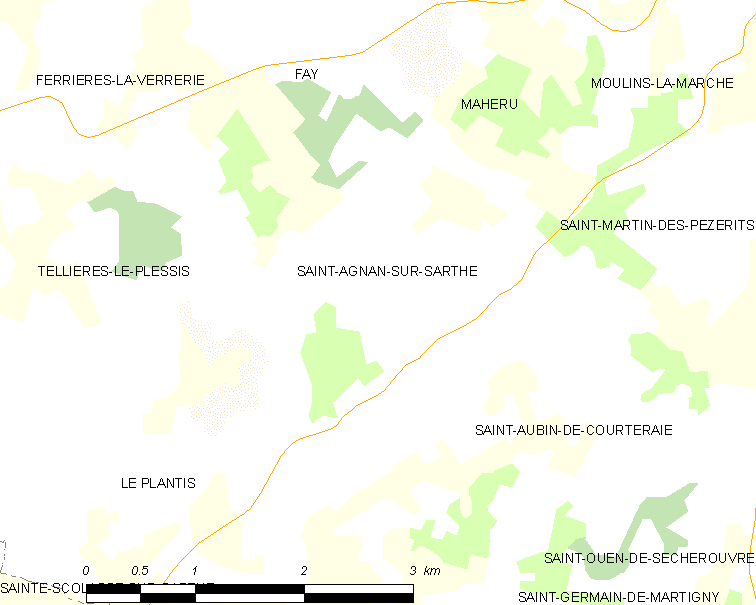
萨尔特河畔圣阿尼昂的OSM定位图

萨尔特河畔圣阿尼昂的时区为UTC+01:00、UTC+02:00（夏令时）。

## 行政
萨尔特河畔圣阿尼昂的邮政编码为61170，INSEE市镇编码为61360。

## 政治
萨尔特河畔圣阿尼昂所属的省级选区为埃库沃县。

## 人口

1962-2008年间萨尔特河畔圣阿尼昂人口变化图示

萨尔特河畔圣阿尼昂于2022年1月1日时的人口数量为87人。